# ماليغاؤن
ماليغاؤن (بالإنجليزية: Malegaon) (بالأردية: مالیگاؤں) هي مدينة تتبع منطقة ناشيك بولاية مهاراشترا الهندية. وهي ثاني أكبر مدينة بعد مدينة ناشيك نفسها.
تقع على بعد 280 كيلومترا من مدينة مومباي عاصمة الولاية الهندية وهي على ارتفاع 438 مترا من مستوى سطح البحر.

## أعلام
- آرثر روبرتس